# Prepuž
Prepuž – wieś w Słowenii, w gminie Slovenska Bistrica. W 2018 roku liczyła 138 mieszkańców.